# Eino Katajavuori
Eino Katajavuori (1 de diciembre de 1905-9 de abril de 1984) fue un xilofonista, cantante, actor y director de orquesta finlandés.

## Biografía
Su nombre completo era Eino Kullervo Katajavuori, y nació en Helsinki, Finlandia, siendo su hermana la instrumentista de kantele Ulla Katajavuori. En sus inicios, mientras trabajaba como electricista, empezó a tocar en la orquesta de un restaurante cubano de Helsinki. De allí, en 1926 pasó a la orquesta Dallapé, donde tocó hasta 1938, estudiando ocasionalmente música y teatro en el conservatorio de la misma ciudad. En Dallapé trabajó como director entre 1937 y 1938, sustituyendo a Georg Malmstén. Además de tocar el xilófono en la orquesta, también fue solista en ocasiones y cantó en algunos discos, siendo probablemente el de mayor fama Ikkunanpesijä, editado en 1938.
Durante la Segunda Guerra Mundial formó parte de una compañía de entretenimiento. Tras el final de la contienda fue actor en varias producciones cinematográficas rodadas entre 1945 y 1960, haciendo su primer papel protagonista en la cinta de Veikko Itkonen Kohtalo johtaa meitä (1945).
En el año 1958 Katajavuori ingresó en la orquesta Humppa-Veikot, en la que permaneció hasta que su salud se lo impidió. Además, a principios de los años 1970 participó en algunas grabaciones discográficas.
Eino Katajavuori falleció en Helsinki en el año 1984. Fue padre del pianista de jazz Esa Katajavuori (nacido el 27 de abril de 1940), que trabajó como director de orquesta en el Kaupunginteatteri de Hämeenlinna.

## Discos en solitario
- 1971 : ”Kaksi kolpakkoa, neiti”, del álbum Humppa-Veikot jälleen (CBS)
- 1972 : ”Caramba Caracho”, del álbum Yleisön pyynnöstä: Humppa-Veikot solisteineen (CBS)
- 1973 : ”Etana asialla”, del álbum Humppa-Veikot keikalla (CBS)
- 1973 : ”Kaksipa poikaa Kurikasta”, dueto con Pentti Tuominen en el álbum Lentäen sun luo (Blue Master)[4]